# Jules Assézat
Jules Assézat (* 21. Januar 1832 in Paris; † 24. Juni 1876 ebenda) war ein französischer Journalist, Verleger und Anthropologe.

## Leben
Er war der Sohn eines Komponisten („compositeur“).
Er gilt, zusammen mit Maurice Tourneux, als der wichtigste wissenschaftliche Verlagslektor des 19. Jahrhunderts für das Gesamtwerk von Denis Diderot, Assézat-Tourneux des œuvres complètes de Denis Diderot. Die Werkausgabe erschien im Jahre 1875 in zwanzig Bänden bei Éditions Garnier Frères in Paris und wurde auch als Assézat-Tourneux-Ausgabe bezeichnet. Er galt als Kenner der Werke von Denis Diderot.
Nach ihm ist auch ein anthropologischer Orientierungspunkt, dass Assézat-Dreieck benannt, also Verbindungslinien zwischen Nasion und Prosthion bzw. Nasospinale.
Assézat arbeitete auch an folgenden Zeitungen und Zeitschriften mit: Revue nationale, Revue de Paris, Revue politique et littéraire, Bulletin du Bibliophile, L’Intermédiaire des chercheurs et des curieux, Revue d’anthropologie, Journal des débats. Die Zeitschrift Réalisme erschien um 1856–1857, initiiert durch Edmond Duranty.
Assézat starb in jungen Jahren an einer Herzerkrankung.